# Хоссейннеджад, Мохаммаджавад
Мохаммаджавад Рамезан Хоссейннеджадмахаленколай (перс. محمدجواد حسین نژاد محله کلایی‎; род. 26 июня 2003, Сари) — иранский футболист, полузащитник махачкалинского клуба «Динамо».

## Карьера

### Клубная
C 15 лет находился в системе «Сепахана». Был замечен скаутами клуба на национальном турнире среди юношей в Исфахане, где играл в составе коллектива «Падиде Сари». C 2023 года был игроком первой команды. 9 августа 2024 подписал контракт с клубом российской премьер-лиги «Динамо» Махачкала. 19 августа 2024 года на 65-й минуте домашнего матча 5-го тура против «Ахмата», дебютировал за «Динамо», выйдя на замену Абакару Гаджиеву и на 87-й минуте матча забил единственный гол встречи, по итогам игры был признан лучшим игроком.

### Международная
В 2023 году дебютировал в составе национальной сборной Ирана.

## Статистика

### Клубная
| Выступление        | Выступление      | Выступление      | Чемпионат | Чемпионат | Кубки | Кубки | Международные | Международные | Итого | Итого |
| Клуб               | Лига             | Сезон            | Игры      | Голы      | Игры  | Голы  | Игры          | Голы          | Игры  | Голы  |
| ------------------ | ---------------- | ---------------- | --------- | --------- | ----- | ----- | ------------- | ------------- | ----- | ----- |
| Сепахан            | Про-лига         | 2022/23          | 1         | 0         | 0     | 0     | —             | —             | 1     | 0     |
| Сепахан            | Про-лига         | 2023/24          | 21        | 0         | 3     | 0     | 4             | 2             | 28    | 2     |
| Сепахан            | Итого            | Итого            | 22        | 0         | 3     | 0     | 4             | 2             | 29    | 2     |
| Динамо (Махачкала) | Премьер-лига     | 2024/25          | 24        | 3         | 5     | 0     | —             | —             | 29    | 3     |
| Динамо (Махачкала) | Итого            | Итого            | 24        | 3         | 5     | 0     | —             | —             | 29    | 3     |
| Всего за карьеру   | Всего за карьеру | Всего за карьеру | 46        | 3         | 8     | 0     | 4             | 2             | 58    | 5     |

1. ↑  Кубок Ирана, Кубок России.
2. ↑  Лига чемпионов АФК.

### В сборной
| Матчи Мохаммаджавада Хоссейннеджада за сборную Ирана | Матчи Мохаммаджавада Хоссейннеджада за сборную Ирана | Матчи Мохаммаджавада Хоссейннеджада за сборную Ирана | Матчи Мохаммаджавада Хоссейннеджада за сборную Ирана | Матчи Мохаммаджавада Хоссейннеджада за сборную Ирана | Матчи Мохаммаджавада Хоссейннеджада за сборную Ирана | Матчи Мохаммаджавада Хоссейннеджада за сборную Ирана |
| ---------------------------------------------------- | ---------------------------------------------------- | ---------------------------------------------------- | ---------------------------------------------------- | ---------------------------------------------------- | ---------------------------------------------------- | ---------------------------------------------------- |
| №                                                    | Дата                                                 | Оппонент                                             | Счёт                                                 | Голы                                                 | Соревнование                                         |                                                      |
| 1                                                    | 17 октября 2023                                      | Катар                                                | 4:0                                                  | —                                                    | Товарищеский матч                                    |                                                      |
| 2                                                    | 16 ноября 2023                                       | Гонконг                                              | 4:0                                                  | —                                                    | Отборочные матчи ЧМ-2026                             |                                                      |
| 3                                                    | 15 октября 2024                                      | Катар                                                | 4:1                                                  | —                                                    | Отборочные матчи ЧМ-2026                             |                                                      |
| 4                                                    | 10 июня 2025                                         | КНДР                                                 | 3:0                                                  | —                                                    | Отборочные матчи ЧМ-2026                             |                                                      |

Итого: 4 матча; 4 победы, 0 ничьих, 0 поражений.

## Достижения
«Сепахан»
- Обладатель Кубка Ирана: 2023/24